# Općinska nogometna liga Zadar 1987./88.
Općinska nogometna liga Zadar je bila liga šestog stupnja nogometnog prvenstva Jugoslavije u sezoni 1987./88. 

Sudjelovalo je 14 klubova, a prvak je bila momčad "Jedinstva" iz Islama Grčkog. 

## Ljestvica
| mj. | klub                          | ut.        | pob.       | ner.       | por.       | gol+       | gol-       | bod        |
| --- | ----------------------------- | ---------- | ---------- | ---------- | ---------- | ---------- | ---------- | ---------- |
| 1.  | Jedinstvo Islam Grčki         | 23         | 20         | 1          | 2          | 61         | 9          | 14         |
| 2.  | Sabunjar Privlaka             | 23         | 16         | 4          | 3          | 75         | 20         | 36         |
| 3.  | Nova zora Sveti Filip i Jakov | 24         | 13         | 6          | 5          | 41         | 28         | 32         |
| 4.  | Rudar Obrovac                 | 24         | 12         | 6          | 6          | 59         | 26         | 30         |
| 5.  | Polača                        | 23         | 12         | 3          | 8          | 36         | 30         | 27         |
| 6.  | Smoković                      | 24         | 11         | 4          | 9          | 45         | 32         | 26         |
| 7.  | Croatia Stankovci             | 23         | 11         | 4          | 8          | 38         | 42         | 26         |
| 8.  | Raštane (Gornje Raštane)      | 23         | 9          | 3          | 11         | 55         | 63         | 21         |
| 9.  | Puntamika Zadar               | 24         | 7          | 6          | 11         | 31         | 38         | 20         |
| 10. | Zemunik (Zemunik Donji)       | 23         | 6          | 2          | 15         | 44         | 56         | 14         |
| 11. | Lasta Donje Biljane           | 24         | 5          | 2          | 17         | 25         | 62         | 12         |
| 12. | Borac Smilčić                 | 23         | 4          | 3          | 16         | 18         | 68         | 8 (-3)     |
| 13. | Mladost Gornje Biljane        | 23         | 3          | 0          | 20         | 29         | 75         | 6          |
|     | Jedinstvo Benkovac            | isključeni | isključeni | isključeni | isključeni | isključeni | isključeni | isključeni |

- Jedinstvo Benkovac isključen zbog nenastupanja omladinskih momčadi
- U posljednjem kolu zbog nevremena pojedine utakmice nisu odigrane

## Rezultatska križaljka
| kratica | klub                          | BOR      | CRO | JEDIG | LAS      | MLA | NOVZ | POL | PUN | RAŠ | RUD | SAB  | SMO | ZEM | JEDB |
| --- | ----------------------------- | -------- | --- | ----- | -------- | --- | ---- | --- | --- | --- | --- | ---- | --- | --- | ---- |
| BOR | Borac Smilčić                 |          |     |       |          |     |      |     |     | n.i |     |      |     |     |      |
| CRO | Croatia Stankovci             |          |     |       |          |     |      |     |     | 4:2 |     | n.i. |     |     |      |
| JEDIG | Jedinstvo Islam Grčki         |          |     |       |          |     |      |     |     | 5:1 |     |      |     |     |      |
| LAS | Lasta Donje Biljane           |          | 1:6 |       |          |     |      |     |     | 2:3 |     |      |     |     |      |
| MLA | Mladost Gornje Biljane        |          |     | 0:2   |          |     |      |     |     | 4:1 |     |      |     |     |      |
| NOVZ | Nova zora Sveti Filip i Jakov |          |     |       |          |     |      |     |     | 2:1 |     |      |     | 2:3 |      |
| POL | Polača                        |          |     |       | 3:0 p.f. |     |      |     |     | 3:0 |     |      |     |     |      |
| PUN | Puntamika Zadar               |          |     | 0:3   |          |     |      |     |     | 4:2 |     |      |     |     |      |
| RAŠ | Raštane (Gornje Raštane)      | 3:0 p.f. | 3:0 | 3:0 p | 2:2      | 6:5 | 4:2  | 2:3 | 4:2 |     | 3:2 | 2:2  | 3:2 | 3:2 |      |
| RUD | Rudar Obrovac                 |          |     | 0:1 p |          | 4:1 |      |     |     | 3:2 |     |      |     |     |      |
| SAB | Sabunjar Privlaka             |          |     |       |          |     |      |     |     | 4:1 |     |      |     |     |      |
| SMO | Smoković                      |          |     |       |          |     | 3:2  |     |     | 6:1 |     | 3:2  |     |     |      |
| ZEM | Zemunik (Zemunik Donji)       |          |     |       |          |     |      |     |     | 5:3 |     |      |     |     |      |
| JEDB | Jedinstvo Benkovac            |          |     |       |          |     |      |     |     |     |     |      |     |     |      |
| |                               |          |     |       |          |     |      |     |     |     |     |      |     |     |      |
| podebljan rezultat - utakmice od 1. do 13. kola (1. utakmica između klubova) rezultat normalne debljine - utakmice od 14. do 26. kola (2. utakmica između klubova) rezultat nakošen - nije vidljiv redoslijed odigravanja međusobnih utakmica iz dostupnih izvora rezultat nakošen i smanjen * - iz dostupnih izvora nije uočljiv domaćin susreta prekrižen rezultat - poništena ili brisana utakmica p - utakmica prekinuta 3:0 p.f. / 0:3 p.f. - rezultat 3:0 bez borbe |                               |          |     |       |          |     |      |     |     |     |     |      |     |     |      |

 Izvori: